# 別所吉親
別所 吉親（べっしょ よしちか）は、戦国時代から安土桃山時代にかけての武将。文書で確認できる諱は賀相。

## 生涯
元亀元年（1570年）に兄・別所安治が亡くなると、弟・重宗と共に、甥（安治の子）・長治の後見を務めた。しかし重宗は三好三人衆らとの戦いで将軍・足利義昭から賞されて、吉親との間に不和が生じていたという（『別所長治記』）。
天正5年（1577年）10月、播磨国に織田信長の部将・羽柴秀吉が入国してくると長治はこれに従ったが、翌天正6年（1578年）2月頃に離反して毛利氏へと通じ、以後約2年にわたり三木城での籠城戦を行った（三木合戦）。この離反については、信長への不信から吉親が長治に謀反を勧めたことによるといわれ（『別所長治記』）、大村由己が記した『播州御征伐之事』（『播磨別所記』）でも吉親が謀反の元凶とされ、「佞人」と呼ばれている。
天正6年（1578年）10月22日、吉親は長治の弟の治定とともに秀吉の陣営を襲撃した。この戦いは別所方の敗北に終わり、治定ら数十人が討死した。
天正8年（1580年）1月、長治の弟・友之の守る鷹之尾（鷹尾山城）が落城し、吉親の居城・山城構（新城）も羽柴方に奪われた。同月、羽柴方にいた重宗からの勧めを受け、吉親は長治や友之とともに切腹することを決意する。しかし、翻意した吉親は自らの首を信長に渡すことを拒んで城に火をかけようとし、家臣により殺害された。その後、吉親の首は信長による実検のため、長治・友之の首とともに京都（『信長公記』では安土）へ運ばれた。
長治の妻子や友之の妻は、長治・友之の手で命を絶ったが、吉親の妻は自らの手で3人の子（男子2人・女子1人）を刺し殺した後、その刀で自害した。
一説によると、吉親の子の1人が乳母に抱かれて落ち延び、後に別所伝右衛門と名乗って加藤嘉明に仕えたという。

## 妻に関する逸話
吉親の妻について、太田牛一の『信長公記』や大村由己の『播州御征伐之事』では最期の様子や辞世の歌が記載されるのみだが、別所家臣・来野弥一右衛門が記した『別所記』（『別所長治記』）に増補が加えられた岩崎家蔵『別所記』やそこからさらに加筆されたとみられる『播州太平記』では、吉親の妻が戦場で活躍した様子が記されている。
これらによると、天正6年（1578年）4月5日戌の刻、三木城を包囲する羽柴軍へ別所方の後詰が夜襲を仕掛け、それに呼応して城内から別所友之らが打って出た。この時、吉親の妻も2尺7寸の太刀を携え騎馬で敵陣に突入し、7、8人を斬り伏せたという。また、この後詰を要請するため乞食姿で敵の陣中を抜けた使者を、岩崎家蔵『別所記』では吉親の妻が務めていた（『播州太平記』では「才智有足軽」が使者となっている）。
天正8年（1580年）1月に、吉親の守る新城を羽柴方が攻めた際には、吉親の妻は櫓の上から矢を放って寄せ手の兵20余人（または24人）を射倒したという。この後、馬に乗り木戸から出ると、敵の只中を斬り回り、木下将監（木下昌利）の家臣・篠塚源八（源八郎）や堀久太郎の手の者、そのほか馬から引き下ろそうとする6尺余りの大男を討ち取ったとされる。

## 関連作品
小説
- 秋月達郎「桜貝 ―別所山城守吉親の妻―」 - 『信長の首 本能寺異聞』（PHPエディターズ・グループ、2009年）所収。妻の名は阿佳（おけい）とされている。

テレビドラマ
- 軍師官兵衛（2014年、NHK大河ドラマ、演：ベンガル）